# 傅品圭

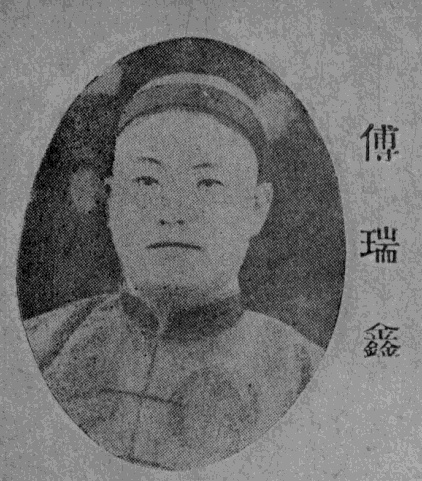

傅品圭（英語：J. Pincuet Fu 或 Fu Jui-hsing；？—1978年8月1日），名瑞鑫，字品圭，以字行，民国北洋时期实业家、银行家。

## 生平
浙江镇海县人，今为宁波市北仑区人。傅筱庵之子。
1918年，任上海泰源燃料公司经理。1919年2月，美國友華銀行在远东上海开业，任银行买办，代理在华经理。曾经营五金业，开设祥大源五金号，是上海著名五金商行。1931年，出任中汇银行（前国民银行）副经理，后升总经理。
是上海内地自来水公司董事、宁绍商轮公司常务董事。曾任中华轮船招商局审计处长。曾任当时中国最大华资玻璃制造商新华玻璃公司的总经理。
1978年8月1日，於香港養和醫院逝世。